# هوگسدورف (شهر اتریش)
هوگسدورف (به آلمانی: Haugsdorf) یک منطقهٔ مسکونی در اتریش است که در ناحیه هولابرون واقع شده‌است. هوگسدورف ۱٬۷۱۱ نفر جمعیت دارد.